# Zammy Peterson
Samuel Rivera (Fajardo, Puerto Rico, 28 de abril de 1980), conocido también como Zammy Peterson, es un cantante y compositor de música cristiana. Ha compartido escenarios en eventos junto a Samuel Hernández, Abraham, Son by Four, ⁣ Funky, ⁣ Alex Zurdo, ⁣ entre otros.
Participó en diversos proyectos musicales, como el grupo D'Novo, luego como solista en Los vencedores, Vida nueva, Live: En vivo desde Costa Rica, Los Violentos, La iglesia de la calle, AZ Live, entre otros, bajo el nombre de Sammy o Zammy.

## Carrera musical
Zammy, quien se inició en la música a los 15 años de edad en la Iglesia Evangélica de Dios del pueblo de Naguabo, continuó como integrante de la agrupación D’Novo durante cuatro años donde era conocido como Sammy. En 2004 participó en la segunda edición del Festival Mundial de la Canción donde ganó, junto a Christine D'Clario y Manolo Ramos como representantes de Puerto Rico, como Mejor Interpretación. Posteriormente, llegó a establecerse como solista, ⁣ trabajando junto a Luis Marrero (Funky) donde formaría parte del sello, participando en las producciones del artista urbano por cuatro años. En ese periodo, colaboró con artistas urbanos como Dr. P, ⁣ Triple Seven, ⁣ Rey Pirin, Lutek, Manny Montes, ⁣ donde anunciaba que estaba preparando un proyecto solista.
En 2008, bajo el nombre "Zammy", lanza su primer álbum titulado Mi Primer Capítulo. La producción fue lanzada bajo el sello Luar Music, y distribuido por Machete Music, producido por Echo, ganador del Grammy y quien había trabajado con Daddy Yankee, Don Omar, Wisin & Yandel y Vico C. Este álbum mantuvo un corte urbano, y contó con la participación de Manny Montes, Redimi2 y el también productor de este álbum Michael Colón, Effect-O. Al siguiente año, relanzó la producción con nuevas canciones, ⁣ incluyendo una versión del tema «Tu fuego» junto a Carlos Arroyo.
En 2013, volvió a sus raíces musicales con su disco De regreso a casa, ⁣ esta vez, con el nombre artístico "Zammy Peterson", en honor al apellido de su familia conocida en Fajardo por un tiempo de 20 años. El álbum se caracterizaba por retomar el estilo góspel del artista, ⁣ siendo el sencillo «Derrama tu gloria». Estuvo prenominado para "Mejor Artista Nuevo", "Mejor Álbum Cristiano" y "Mejor Ingeniería de Sonido" en los Premios Grammy Latinos de 2014. Más adelante, participó en el concierto de Alex Zurdo titulado AZ Live, ⁣ interpretando la canción «Te amo», ⁣ también formó parte del evento en línea de Samuel Hernández, ⁣ En Ti lo tengo todo, donde realizó una interpretación en vivo junto al reconocido artista. Ese mismo año, lanzó su segunda producción góspel titulada Hijo del Rey, ⁣ que contó con la participación de Alex Zurdo, René González y Samuel Hernández.
Actualmente, funge como ministro en la Iglesia Rompiendo Barreras del municipio de Las Piedras. Al momento, se encuentra preparando su segunda producción con estilo urbano, donde lanzó el sencillo «Kairós» y su remezcla junto a Jaydan, Jay Kalyl y Baby Nory, además, de participar en diversas remezclas de otros artistas urbanos.

## Discografía
- 2008: Mi Primer Capítulo
- 2010: Mi Primer Capítulo (Special Edition)
- 2013: De Regreso a Casa [28]
- 2017: Hijo del Rey
- 2020: De Regreso a Casa (Edición Especial)
- TBA: Kairos